# Communauté de communes Pays de Lamalou-les-Bains
La Communauté de communes Pays de Lamalou-les-Bains est une ancienne communauté de communes française, située dans le département de l'Hérault et la région Languedoc-Roussillon.

## Histoire
Depuis 2013, la Communauté de communes Pays de Lamalou-les-Bains est le nouveau nom de la Communauté de communes Les Sources.
Le 1er janvier 2014, par fusion, la Communauté de communes Pays de Lamalou-les-Bains est devenue la Communauté de communes Grand Orb.

## Communes
Elle regroupe 5 communes:
- Hérépian
- Lamalou-les-Bains
- Le Pradal
- Les Aires
- Villemagne-l'Argentière

Chaque membre a le même nombre de sièges. 

## Compétences
- Action de développement économique
- Action sociale
- Activités culturelles ou socioculturelles
- Activités péri-scolaires
- Assainissement non collectif
- Autres actions environnementales
- Collecte des déchets des ménages et déchets assimilés
- Conseil intercommunal de sécurité et de prévention de la délinquance
- Constitution de réserves foncières
- Construction, aménagement, entretien, gestion d'équipements ou d'établissements culturels, socio-culturels, socio-éducatifs
- Création, aménagement, entretien de la voirie
- Création, aménagement, entretien et gestion de zone d’activités industrielle, commerciale, tertiaire, artisanale ou touristique
- Dispositifs contractuels de développement urbain, de développement local et d’insertion économique et sociale
- Établissements scolaires
- Thermalisme
- Tourisme
- Traitement des déchets des ménages et déchets assimilés